# 東南亞地塊

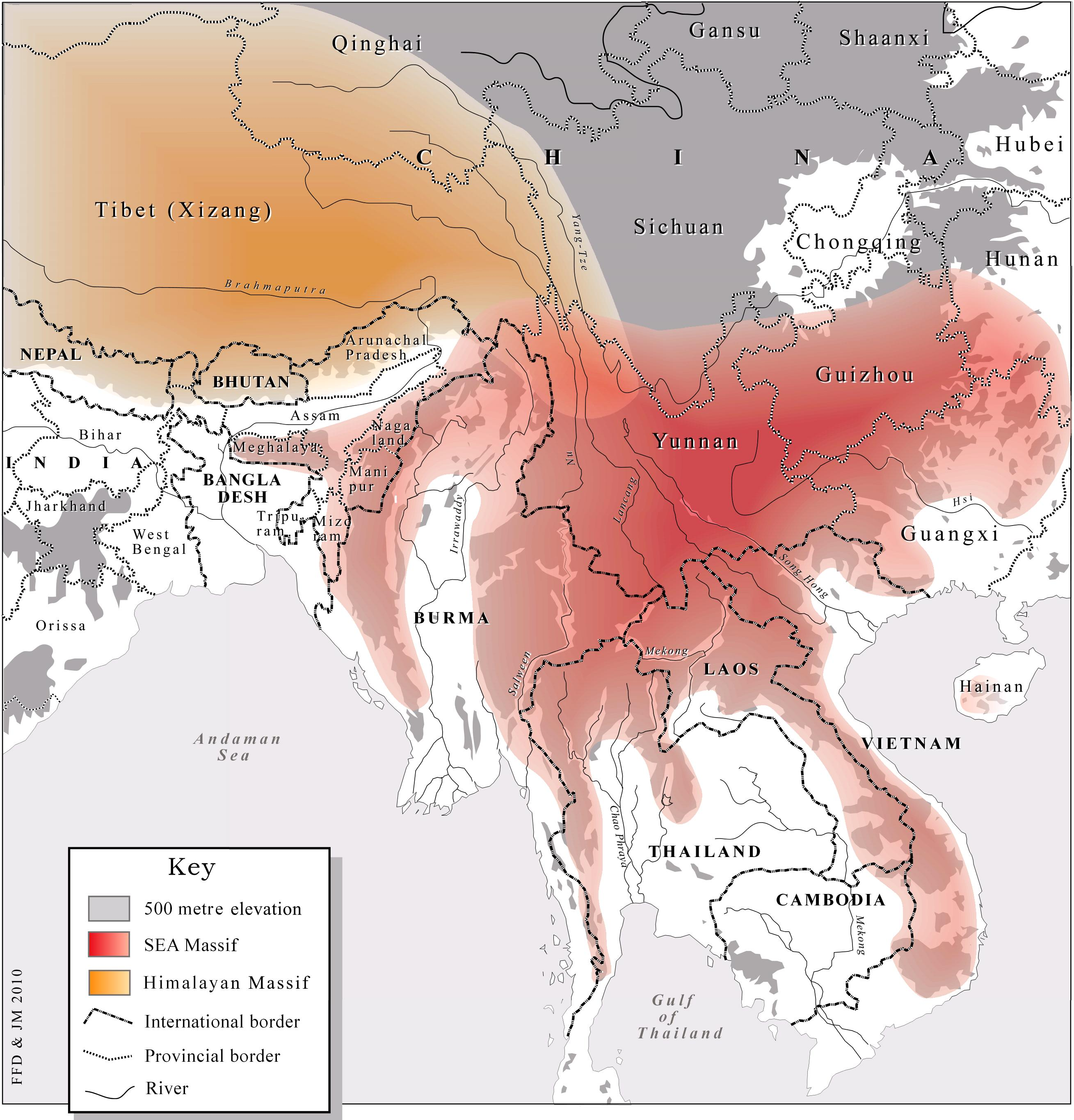
東南亞地塊（紅色）的地理位置

東南亞地塊（英語：Southeast Asian Massif）或译为东南亚高地、东南亚山地，是人類學家讓·米肖（Jean Michaud）於1997年提出的地理區域概念。該概念旨在討論居住在亞洲大陸東南部大約300米以上的土地上人類社會的問題，因此不僅限於傳統的東南亞山地地區。它涉及10個國家或地區：中國西南部、印度東北部、孟加拉國東部、緬甸、泰國、越南、老撾、柬埔寨、馬來半島和台灣的高山地帶。在這些限制範圍內的人口約為1億，這還不包括過去幾個世紀來在這片高地周圍定居的其他居民。
東南亞地塊的概念在地理上與2002年威廉·范申德尔提出的佐米域（Zomia；源於生活於缅印交界的佐（米）族）的東部部分重疊。相對於佐米域強調對該地區歷史和政治詮釋，東南亞地塊更多地被視為地區和社會空間。
有提议将东南亚地块单列为亚洲研究的一个细分领域，因为这一地区长期归属于不同政体，且皆为弱势和边缘化的地带，因此常常在国别研究内欠缺关注。

## 文化和现状
东南亚地块的地理、政治和文化样貌皆颇为破碎多元，分属多国的控制。东南亚地块从未统一，甚至从未归属于同一政治或文化圈；当地长久维持着类似于欧洲封建制度的世袭领主统治。
东南亚地块长期是其低地宗主的人力物力储备地，及与他国的缓冲地。
有调查表明，东南亚地块的住民普遍身为所在国的“少数人群”，其地位倾向于边缘化，有着与主流人群不同的认同感和地理上的边缘感。学者泰瑞·兰博（Terry Rambo）从越南的角度出发，称之为“迷幻的噩梦”。
学者让·米肖（Jean Michaud）指出，东南亚地块的住民经常被称呼为“国家少数群体”，而米肖质疑这个词汇，首先并不应冠以“国家”，因为高地居民是跨国群体，且不应以“少数”形容，因为其总规模并不少数；甚至“群体”一词也有问题，因为这些人群并不足以构成有凝聚力的团体。